# 8-アザグアニン
8-アザグアニン（8-Azaguanine）は防黴作用や抗腫瘍作用を持つプリン類縁物質である。その生理活性について広く研究されていた。抗腫瘍活性は急性白血病の治療に応用された事がある。

## 癌化学療法
この化合物はグアニンに酷似しており、生物の代謝においてグアニンと競合すると考えられている。動物の腫瘍に投与すると、幾つかの悪性新生物を遅延させる事が示されている。8-アザグアニンは、マウスの実験的腫瘍を抑制する事が発見された最初のプリン類縁体である。

## 参考資料
1. ↑  “Azaguanine - Compound Summary (Descriptors)”.  National Center for Biotechnology Information (2005年3月27日). 2009年3月3日閲覧。
2. 1 2  “8-azaguanine”.   Mondofacto (1998年12月12日). 2009年3月3日閲覧。
3. ↑  http://www.chemindustry.com/chemicals/747854.html Retrieved on 2009-03-03.
4. ↑  “8-AZAGUANINE”.   ChemicalLAND21.com. 2009年3月3日閲覧。
5. ↑  第2版, 化学辞典. “8-アザグアニンとは”. コトバンク. 2021年9月23日閲覧。
6. ↑  Tong, George L.; Lee, William W.; Goodman, Leon; Frederiksen, Sune (1965). “Synthesis of some 2′-deoxyribosides of 8-azaadenine”. Archives of Biochemistry and Biophysics (University of California: Elsevier) 112 (1):  76. doi:10.1016/0003-9861(65)90012-3.
7. 1 2  Colsky, J.; Meiselas, E.L.; Rosen, J.S.; Schulman, I. (1955). “Response of patients with leukemia to 8-azaguanine”. Blood 10 (5):  482–92. doi:10.1182/blood.V10.5.482.482. PMID 14363328.
8. ↑  Timmis, G.M.; Williams, Donald Charles (1967). "Chemotherapy of Cancer: the Antimetabolite Approach: The Antimetabolite Approach" (Document). University of Michigan: Butterworths. p. 36.